# 7389 Michelcombes
7389 Michelcombes este un asteroid din centura principală de asteroizi.

## Descriere
7389 Michelcombes este un asteroid din centura principală de asteroizi. A fost descoperit pe 17 octombrie 1982 la Stația Anderson Mesa de Edward L. G. Bowell. Asteroidul prezintă o orbită caracterizată de o semiaxă mare de 2,26 ua, o excentricitate de 0,22 și o înclinație de 4,3° în raport cu ecliptica.